# 河竹賞
河竹賞（かわたけしょう）は、日本演劇学会が主催する演劇研究の学術賞。正式名称は日本演劇学会河竹賞（にほんえんげきがっかいかわたけしょう）。

## 概要
日本演劇学会初代会長・河竹繁俊を記念し、故人の遺志で創設された。演劇学会員の優れた年間業績に対して贈られる。会員の学会寄贈図書及び会員推薦図書論文などを候補とし、大会で確認された選考委員会が選考する。副賞（賞金）5万円。第37回（2005年）より受賞者は日本演劇学会大会で記念講演をおこなっていたが、第51回（2019年）より大会でのあいさつに変更された。第40回（2008年）より若手研究者激励のための河竹賞奨励賞が新設された。奨励賞副賞は3万円。2018年選考をより厳正化するため選考規定が学会総会で決定された（2019年一部改正）。

## 受賞者

### 第1回から第10回
- 第1回 1969年（昭和44年）室木弥太郎『金平浄瑠璃正本集』全3巻（角川書店）
- 第2回 1970年（昭和45年）小畠元雄『演劇学の基本問題』（風間書房）
- 第3回 1971年（昭和46年）今尾哲也『変身の思想』（法政大学出版局）
- 第4回 1972年（昭和47年）角田一郎ほか『農村舞台の総合的研究』（桜楓社）
- 第5回 1973年（昭和48年）小笠原恭子『かぶきの誕生』（明治書院）
- 第6回 1974年（昭和49年）大山功『近代日本戯曲史』全4巻（近代日本戯曲史刊行会)
- 第7回 1975年（昭和50年）遠山静雄『日照演劇論』（私家版）
- 第8回 1976年（昭和51年）後藤淑『能楽の起源』（木耳社）
- 第9回 1977年（昭和52年）山崎久松構成『曳山人形戯現状と研究』（東洋出版社）
- 第10回 1978年（昭和53年）歌舞伎評判記研究会『歌舞伎評判記集成』全10巻（岩波書店）

### 第11回から第20回
- 第11回 1979年（昭和54年）石井順三（芸能学会機関紙『芸能』を多年編集し、発行した功労）
- 第12回 1980年（昭和55年）利倉幸一『続々歌舞伎年代記 呻』（演劇出版社）
- 第13回 1981年（昭和56年）松本伸子『明治演劇論史』（演劇出版社）
- 第14回 1982年（昭和57年）渡辺保『忠臣蔵―もう一つの歴史感覚』（白水社）、『俳優の運命』（講談社）
- 第15回 1983年（昭和58年）笹山隆『ドラマと観客―観客反応の構造と戯曲の意味』（研究社出版）、義太夫年表刊行会『義太夫年表近世篇』全5巻（八木書店）
- 第16回 1984年（昭和59年）菅井幸雄『演劇創造の系譜』（青木書店）
- 第17回 1985年（昭和60年）毛利三彌『イプセンのリアリズム』（白鳳社）
- 第18回 1986年（昭和61年）守屋毅『近世芸能興行史の研究』（弘文堂）
- 第19回 1987年（昭和62年）横道萬里雄『能楽の研究』（岩波書店）
- 第20回 1988年（昭和63年）藤波隆之『近代歌舞伎論の黎明―小宮豊隆と小山内薫』（学芸書林）

### 第21回から第30回
- 第21回 1989年 (昭和64年・平成元年）須山章信・土田衛『歌舞伎絵尽し年表』（桜楓社）
- 第22回 1990年（平成2年）内山美樹子『浄瑠璃史の十八世紀』（勉誠社）、吉田節子『江戸歌舞伎法令集成』（桜楓社）
- 第23回 1991年（平成3年）該当者なし
- 第24回 1992年（平成4年）大岡欽治『関西新劇史』（東方出版）、人形舞台史研究会『人形浄瑠璃舞台史』（八木書店）
- 第25回 1993年（平成5年）須田悦生『若狭猿楽の研究』（三弥井書店）、和田修『金子一高日記』等の紹介の業績
- 第26回 1994年（平成6年）白方勝『近松浄瑠璃の研究』（風間書房）、高島邦子『20世紀アメリカ演劇一アメリカ神話の解剖』（国書刊行会）
- 第27回 1995年（平成7年）松崎仁『歌舞伎・浄瑠璃・ことば』(八木書店）
- 第28回 1996年（平成8年）野村喬『戯曲と舞台』（リブロポート）、鳥居フミ子『近世芸能の発掘』（勉誠社）
- 第29回 1997年（平成9年）該当者なし
- 第30回 1998年（平成10年）該当者なし

### 第31回から第40回
- 第31回 1999年（平成11年）竹内道敬『近世邦楽考』（南窓社）
- 第32回 2000年（平成12年）井上理恵『近代演劇の扉をあける―ドラマトゥルギーの社会学』（社会評論社）、荻田清『上方板歌舞伎関係一枚摺考』（清文堂）
- 第33回 2001年（平成13年）武井協三『若衆歌舞伎・野郎歌舞伎の研究』（八木書店）
- 第34回 2002年（平成14年）小櫃万津男『日本新劇理念史 続明治中期編』（白水社）
- 第35回 2003年（平成15年）西村博子『蚕娘の繊絲』（翰林書房）、佐藤恵里『歌舞伎・俄研究』（新典社）
- 第36回 2004年（平成16年）該当者なし
- 第37回 2005年（平成17年）石澤秀二『祈りの懸け橋 評伝田中千禾夫』（白水社）
- 第38回 2006年（平成18年）宮本圭造『上方能楽史の研究』（和泉書院）、瀬戸宏『中国話劇成立史研究』（東方書店）
- 第39回 2007年（平成19年）中村哲郎『歌舞伎の近代 作家と作品』（岩波書店）、神山彰『近代演劇の来歴―歌舞伎の「一身二生」』（森話社）
- 第40回 2008年（平成20年）天野文雄『世阿弥がいた場所―能大成期の能と能役者をめぐる環境』（ぺりかん社） *奨励賞　小林かおり『じゃじゃ馬たちの文化史―シェイクスピア上演と女の表象』（南雲堂）

### 第41回から第50回
- 第41回 2009年（平成21年）今西雅章 『シェイクスピア劇と図像学』(彩流社)　*奨励賞は該当者なし
- 第42回 2010年（平成22年）大笹吉雄 『新日本現代演劇史』全4巻(中央公論新社)　*奨励賞は該当者なし
- 第43回 2011年（平成23年）斎藤偕子『19世紀アメリカのポピュラーシアター　ー国民的アイデンティティの形成』（論創社）、小田中章浩『現代演劇の地層ーフランス不条理演劇生成の基盤を探る』（ぺりかん社） *奨励賞は該当者なし
- 第44回 2012年（平成24年）本賞は該当者なし。*奨励賞伊藤りさ『人形浄瑠璃のドラマツルギー　近松以降の浄瑠璃作者と平家物語』(早稲田大学学術叢書)
- 第45回 2013年（平成25年） 渡辺保『明治演劇史』(講談社)、奨励賞　笹山敬輔『演技術の日本近代』(森話社)
- 第46回 2014年（平成26年）原道生『近松浄瑠璃の作劇法』(八木書店古書出版部)、奨励賞　岡田万里子『京舞井上流の誕生』(思文閣出版)
- 第47回 2015年（平成27年）本賞は該当者なし。*奨励賞 岡本淳子『現代スペインの劇作家　アントニオ・ブエロ・バリェホ　独裁政権下の劇作と抵抗』（大阪大学出版会）
- 第48回 2016年（平成28年）本賞、奨励賞とも該当者なし。
- 第49回 2017年（平成29年）本賞は該当者なし。*奨励賞 日置貴之『変貌する時代のなかの歌舞伎―幕末・明治期歌舞伎史』（笠間書院）
- 第50回 2018年（平成30年）山田和人『竹田からくりの研究』(おうふう)、*奨励賞 萩原健『演出家ピスカートアの仕事　ドキュメンタリー演劇の源流』（森話社）、 堀真理子『改訂を重ねる「ゴドーを待ちながら」　演出家としてのベケット』（藤原書店）

### 第51回から第60回
- 第51回 2019年（平成31年・令和元年）古井戸秀夫『評伝鶴屋南北』（白水社）、奨励賞 大西由紀『日本語オペラの誕生──鷗外・逍遙から浅草オペラまで』（森話社）
- 第52回 2020年（令和2年）本賞は該当者無し、奨励賞 田村容子『男旦（おんながた）とモダンガール  二〇世紀中国における京劇の現代化』（中国文庫）、寺田詩麻『明治・大正 東京の歌舞伎興行 その「継続」の軌跡』（春風社）
- 第53回 2021年（令和3年）本賞は該当者無し、奨励賞 埋忠美沙『江戸の黙阿弥 善人を描く』（春風社）、桜木陽子『中国古典芸能論考－元代の楊貴妃の物語を中心として－』（汲古書院）
- 第54回 2022年（令和4年）本賞は該当者無し、奨励賞 岡田蕗子『岸田理生の劇世界』(大阪大学出版会)、須川渡『戦後日本のコミュニテイ・シアター　特別でない「私たち」の演劇』(春風社)
- 第55回 2023年（令和5年）岩井眞實『近代博多興行史－地方から中央を照射する－』（文化資源社）、奨励賞　大崎さやの『啓蒙期イタリアの演劇改革―ゴルドーニの場合 』（東京藝術大学出版会）
- 第56回 2024年（令和6年）本賞は該当者無し、奨励賞 鈴木彩 『泉鏡花の演劇ー小説と戯曲が交差するところ』（花鳥社）
- 第57回 2025年（令和7年）日比野啓『「喜劇」の誕生　評伝・曾我廼家五郎』白水社、奨励賞　垣沼絢子『近代日本の身体統制　宝塚歌劇・東宝レヴュー・ヌード』人文書院、森本頼子『シェレメーチェフ家の農奴劇場　18世紀ロシアのオペラ文化史』道和書院